# إيرل طوماس
إيرل طوماس (بالإنجليزية: Earl Thomas)‏ هو لاعب كرة قدم أمريكية أمريكي، ولد في 4 أكتوبر 1948.